# Bhushan Thube
Bhushan Thube (sinh ngày 14 tháng 4 năm 1989) là một cầu thủ bóng đá người Ấn Độ thi đấu ở vị trí hậu vệ cho Air India FC ở I-League.

## Sự nghiệp

### Air India
Sau khi trải qua sự nghiệp trẻ với KENKRE FC, Thube gia nhập Air India, nơi anh có màn ra mắt ngày 11 tháng 10 năm 2012 trong một trận đấu tại I-League trước Pailan Arrows trên Sân vận động Salt Lake ở Kolkata, West Bengal; Air India thất bại 2–1.

## Thống kê sự nghiệp

### Câu lạc bộ
Số liệu chính xác tính đến ngày 12 tháng 5 năm 2013
| Câu lạc bộ          | Mùa giải            | Giải vô địch | Giải vô địch | Cúp Liên đoàn | Cúp Liên đoàn | Cúp Durand | Cúp Durand | AFC     | AFC       | Tổng    | Tổng      |
| Câu lạc bộ          | Mùa giải            | Số trận      | Bàn thắng    | Số trận       | Bàn thắng     | Số trận    | Bàn thắng  | Số trận | Bàn thắng | Số trận | Bàn thắng |
| ------------------- | ------------------- | ------------ | ------------ | ------------- | ------------- | ---------- | ---------- | ------- | --------- | ------- | --------- |
| Air India           | 2012–13             | 11           | 0            | 0             | 0             | 0          | 0          | —       | —         | 11      | 0         |
| Tổng cộng sự nghiệp | Tổng cộng sự nghiệp | 11           | 0            | 0             | 0             | 0          | 0          | 0       | 0         | 11      | 0         |